# Sümer Ezgü
Sümer Ezgü (* 1960 in Burdur, Türkei) ist ein türkischer Sänger, Programmredakteur und Komponist.

## Leben und Karriere
Sümer Ezgü wurde als zweiter Sohn seiner Familie in Burdur geboren. Er beschäftigte sich schon seit seiner frühsten Kindheit mit dem Melodica- und Mandolinen-Spiel und beherrscht die Bağlama, ein traditionelles türkisch-anatolisches Saiteninstrument. Später arbeitete Sümer Ezgü als Tanzlehrer für verschiedene Vereine (nahm dabei selber auch immer wieder Unterricht im Folklore-Tanz). Sowohl er selbst als auch seine Klassen nahmen häufig an nationalen und internationalen Festivals teil. 16 Jahre arbeitete er bei TRT in der Programmredaktion und bei der TRT-Radio Station in Ankara.
Im Mai 2004 trat Sümer Ezgü in Deutschland zusammen mit Peter Bursch und seiner All-Star-Band in Duisburg auf, bei einem Konzert vor 10.000 Zuschauern.
Er nahm an mehreren internationalen Konzerten in Südkorea Seoul, WM FAN Fest FİFA 2006, Bulgarien, Malta, England, Deutschland, ehem. Jugoslawien, Italien, Albanien, den USA, Holland, Schweden, Belgien, Norwegen, Kasachstan, Kirgisistan, Usbekistan, Österreich, Griechenland, der Schweiz und Frankreich teil.
Einige seiner erfolgreichen und beliebten Stücke sind: İlvanlım (1990 Preis für die Interpretation des Jahres), Bedirik, Dirmilcik’ten Gider Yaylanın Yolu, Çek Deveci, Dalları Bastı Kiraz.

## Diskografie

### Album
- 1991: Esen Yeller
- 1994: Yaban Gülü
- 1997: Sümer Ezgü 97
- 1999: Bir Sevdadır Türküler
- 2004: Anadolu'dan Geldik
- 2010: Ege Toros Yörük Türkmen Türküleri
- 2015: Hakiki Angara Havaları

### EPs
- 2011: Aşka Dair
- 2013: Sümer Abiyle Türküler
- 2023: Milli Marşlar

### Singles (Auswahl)
- 1999: Cemilem
- 2011: Sarı Zeybek
- 2015: Şekeroğlan
- 2015: Zühtü

## Auszeichnungen
- 1990: Preis für seinen Song İlvanlım.
- 1995: Special Jury Preise in Schweden, für Yunus.
- 1995: Bestes Musik-Unterhaltungs-Programm für Ankara Rüzgarı ausgezeichnet vom Verein für Magazin Journalisten.
- 1998: Preis für Magazins Motif.
- 1999: Preis der İstanbul Nationale Ausbildungs Stiftung für sein TV-Programm Nazar Değmesin.
- 2005: Volksmusik des Jahres
- 2005: Volksmusik des Jahres, Maltepe Stadtverwaltung
- 2006: Volksmusik des Jahres